# مجلس شيوخ مينيسوتا
مجلس شيوخ مينيسوتا (بالإنجليزية: Minnesota Senate)‏ هو مجلس شيوخ ولاية مينيسوتا الأمريكية، يقع المقر الرئيسي له في سانت باول، مينيسوتا، ويتكون من 67 مقعداً، وهو المجلس الأعلى في كونغرس مينيسوتا.

## طالع أيضًا
- كونغرس مينيسوتا